# Linea Fukutoshin
La linea Fukutoshin (東京地下鉄副都心線?, Tōkyō Chikatetsu Fukutoshin-sen), anche nota come linea 13, linea F o linea Marrone, è una delle linee della metropolitana di Tokyo, gestita dall'operatore Tokyo Metro.
È contrassegnata dal colore marrone e le sue stazioni assumono una sigla in codice composta dalla lettera F seguita dal numero progressivo della stazione.

## Caratteristiche
La linea Fukutoshin è la più profonda fra le linee della metropolitana di Tokyo, con una profondità media di 27 metri. Nella stazione di Shinjuku-sanchōme la linea sottopassa la linea Marunouchi e si trova a soli 11 cm dal sottostante tunnel della linea Shinjuku. Il punto più profondo, a circa 35 metri, si trova vicino alla stazione di Higashi-Shinjuku, per la presenza di una camera riservata a una futura estensione dello Shinkansen a Shinjuku. Dopo la linea Tōzai, la Fukutoshin è la seconda linea ad offrire servizi espressi nella tratta urbana, e per questo alcune stazioni sono dotate di binari di sorpasso.

## Fermate
|                                              | Wakōshi             | 和光市     | ●  | ●  | Linea Yūrakuchō | Wakō     | Saitama |
|                                              | Chikatetsu-Narimasu | 地下鉄成増 | ●  | ｜ | Linea Yūrakuchō | Itabashi | Tokyo   |
|                                              | Chikatetsu-Akatsuka | 地下鉄赤塚 | ●  | ｜ | Linea Yūrakuchō | Nerima   | Tokyo   |
|                                              | Heiwadai            | 平和台     | ●  | ｜ | Linea Yūrakuchō | Nerima   | Tokyo   |
|                                              | Hikawadai           | 氷川台     | ●  | ｜ | Linea Yūrakuchō | Nerima   | Tokyo   |
|                                              | Kotake-Mukaihara    | 小竹向原   | ●  | ●  | Linea Yūrakuchō | Nerima   | Tokyo   |
|                                              | Senkawa             | 千川       | ｜ | ｜ | Linea Yūrakuchō | Toshima  | Tokyo   |
|                                              | Kanamechō           | 要町       | ｜ | ｜ | Linea Yūrakuchō | Toshima  | Tokyo   |
|                                              | Ikebukuro           | 池袋       | ●  | ●  | Linea Yūrakuchō Linea Marunouchi ■ Linea Saikyō ■ Linea Shōnan-Shinjuku ■ Linea Yamanote ● Linea Tōbu Tōjō ● Linea Seibu Ikebukuro                                             | Toshima  | Tokyo   |
|                                              | Zōshigaya           | 雑司ヶ谷   | ｜ | ｜ | | Toshima  | Tokyo   |
|                                              | Nishi-Waseda        | 西早稲田   | ｜ | ｜ | | Shinjuku | Tokyo   |
|                                              | Higashi-Shinjuku    | 東新宿     | ｜ | ｜ | Linea Ōedo | Shinjuku | Tokyo   |
|                                              | Shinjuku-sanchōme   | 新宿三丁目 | ●  | ●  | Linea Shinjuku Linea Marunouchi ■ Linea Saikyō ■ Linea Shōnan-Shinjuku ■ Linea Yamanote ■ Linea Chūō ■ Linea Chūō-Sōbu ■ Linea Chūō Rapida ● Linea Keiō ● Linea Odakyū Odawara | Shinjuku | Tokyo   |
|                                              | Kitasandō           | 北参道     | ｜ | ｜ | | Shibuya  | Tokyo   |
|                                              | Meiji-Jingūmae      | 明治神宮前 | ｜ | ▲  | Linea Chiyoda ■ Linea Yamanote | Shibuya  | Tokyo   |
|                                              | Shibuya             | 渋谷       | ●  | ●  | Linea Ginza Linea Hanzōmon ■ Linea Saikyō ■ Linea Shōnan-Shinjuku ■ Linea Yamanote ● Linea Keiō Inokashira ● Linea Tōkyū Den-en-toshi ● Linea Tōkyū Tōyoko                     | Shibuya  | Tokyo   |
| I treni continuano sulla linea Tōkyū Tōyoko. |                     |            |    |    | |          |         |